# (25939) 2001 EQ
(25939) 2001 EQ est un astéroïde de la ceinture principale découvert en 2001.

## Description
(25939) 2001 EQ a été découvert le 3 mars 2001 à l'observatoire Palomar, situé au nord de San Diego en Californie, par John Broughton.

### Caractéristiques orbitales
L'orbite de cet astéroïde est caractérisée par un demi-grand axe de 2,35 UA, un périhélie de 1,96 UA, une excentricité de 0,16 et une inclinaison de 1,91° par rapport à l'écliptique. Du fait de ces caractéristiques, à savoir un demi-grand axe compris entre 2 et 3,2 UA et un périhélie supérieur à 1,666 UA, il est classé, selon la JPL Small-Body Database, comme objet de la ceinture principale.

### Caractéristiques physiques
(25939) 2001 EQ a une magnitude absolue (H) de 15,9 et un albédo estimé à 0,118.